# Río Pjomafuko
El río Pjomafuko (en ruso: Пхомафуко) es un arroyo del Cáucaso septentrional en el raión de Jabez de la república de Karacháyevo-Cherkesia del sur de Rusia. Es un afluente por la izquierda del río Mali Zelenchuk, que desemboca en el río Kubán.

## Curso
El río nace en los montes al oeste de Elburgan, que separan sus aguas de las del valle del Bolshói Zelenchuk. Su curso discurre por 4.7 km por un valle poco pronunciado en dirección este-sureste hasta la desembocadura en la orilla izquierda del Mali Zelenchuk al norte de Jabez, frente a Elburgan.

## Flora
En los valles de los ríos Pjomafuko (332 ha) y Elburgan (2439 ha), hay una población protegida de tejo de Jabez.